# Katie McLaughlin
Katie McLaughlin (Dana Point, 9 luglio 1997) è una nuotatrice statunitense, specialista dello stile libero e nella farfalla.

## Carriera
Ha iniziato a nuotare a livello agonistico frequentando la squadra dell'Università della California nella NCAA. Specializzatasi nello stile libero e nella farfalla, ha conquistato la medaglia d'oro nella staffetta 4x200m stile libero ai mondiali di Kazan del 2015.

## Palmarès
- Giochi olimpici

Tokyo 2020: argento nella 4x200m sl.
- Mondiali

Kazan 2015: oro nella 4x200m sl e argento nella 4x100m misti mista.
Gwangju 2019: oro nella 4x100m misti e nella 4x100m misti mista e argento nella 4x200m sl.
- Campionati panpacifici

Gold Coast 2014: bronzo nei 200m farfalla.
Tokyo 2018: argento nella 4x200m sl.

## International Swimming League
| Stagione 2019 | Stagione 2020 | Stagione 2021 |
| ------------- | ------------- | ------------- |
| LA Current    | LA Current    | LA Current    |